# Josef Maria Eder

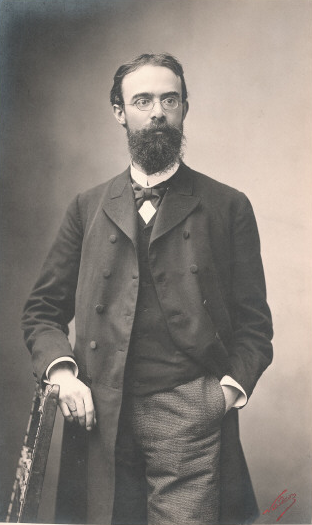
Josef Maria Eder, 1887.

Josef Maria Eder, född 16 mars 1855 i Krems an der Donau, död 18 oktober 1944 i Kitzbühel, var en österrikisk fotokemist.
Eder blev 1882 professor i kemi vid Staatsgewerbeschule i Wien och var 1888–1922 föreståndare för den av honom organiserade Graphische Lehr- und Versuchsanstalt där. Han var ledamot av Vetenskapsakademien i Wien och hedersmedlem i många fotografiska föreningar. Eder studerade särskilt ljusets kemiska verkningar och fotograferingskonsten. På hans grundläggande arbeten byggde mycket av 1900-talets metoder inom fotograferingen. Han grundliga undersökningar omfattade bland annat blyförstärkning, klorbromsilvergelatin-emulsion, olika framkallningsvätskor, spektralanalys och mätning av intensiteten hos ultraviolett strålning. Han utgav från 1887 "Jahrbuch für Photographie und Reproduktionstechnik".